# Паша

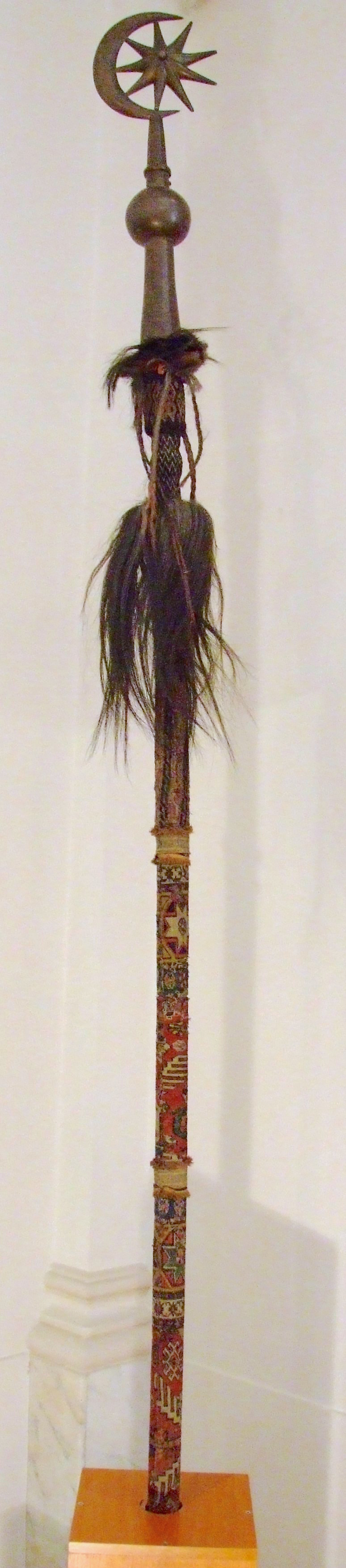
Бунчук Оттоманського паші. 1877 р.

Паша́ (тур. paşa, осман. پاشا -paşa, араб. باشا, трансліт. basha, від перс. «پادشاه», що йде ще від давньоперс. pāti-xšāya- — «правитель») — високий титул у політичній системі Османської імперії. Сходить до титулу, що застосовувався до правителів ще в Ассирійській і давньоперсидській імперіях, і про що йдеться в Біблії.
Приблизно відповідав посаді губернатора чи генерала (адмірала). Як почесний титул «паша» приблизно дорівнює «серові» або «панові».[джерело?]
Спочатку титул використовувався виключно для воєначальників, але згодом девальвувався і міг застосовуватися по відношенню до будь-якої високопосадової офіційної особи або взагалі особі сторонній, удостоєній подібної честі. Вище пашів в османській ієрархії стояли валі і візири, нижче — беї.
Існували паші трьох ступенів.
Республіканська турецька влада скасувала цей титул приблизно в 1930-х. Хоча це вже не є офіційним титулом, турецька громадськість і ЗМІ часто називають вищих офіцерів турецьких збройних сил «пашами».
У ВМС Франції «паша» (pacha французькою) — це прізвисько командира, схоже на термін «skipper» у англомовних флотах.